# Rajd Waldviertel
Rajd Waldviertel (Rallye Waldviertel), do 2000 roku Rajd Semperit (Semperit Rallye) – austriacki rajd samochodowy, organizowany w latach 1957–1974 i 1981–2017. Stanowił eliminację mistrzostw Austrii, mistrzostw Europy (1970–1973 i 1986–2003) oraz Pucharu Mitropa (1967–1974, 1988).
Tradycje rajdu kontynuuje zainaugurowany w 2018 roku Rajd W4.

## Zwycięzcy
| Rok  | Kierowca               | Pilot                 | Samochód                       | Zespół                                |
| ---- | ---------------------- | --------------------- | ------------------------------ | ------------------------------------- |
| 1957 | Max Joachim Kraus      | Udo Poschmann         | Denzel 300                     |                                       |
| 1958 | Rolf Markl             |                       | Porsche 356 1600 Super         |                                       |
| 1959 | Othmar Bayer           | Franz Bayer           | Porsche 356 1600 Super         |                                       |
| 1960 | H. P. Furst            | N. Simonic            | Porsche 356 1600 Super         |                                       |
| 1961 | Gerhard Greil          | Kurt Lorenzi          | DKW Junior                     |                                       |
| 1962 | Karl Orthuber          |                       | Porsche 356 Carrera            |                                       |
| 1963 | Gert König             | G. Gross              | Steyr-Puch 650TR               |                                       |
| 1964 | Loisl Wiener           | Antonie Wiener        | Glas 1204 TS                   |                                       |
| 1965 | Heinz Rhomberg         | Horst Frener          | Austin Cooper S                |                                       |
| 1966 | Wilfried Gass          | Jürgen Säckl          | Porsche 911                    |                                       |
| 1967 | Wilfried Gass          | Gert Frey             | Porsche 911 T                  |                                       |
| 1968 | Günther Wallrabenstein | Jürgen Säckl          | Porsche 911 T                  |                                       |
| 1969 | Günther Wallrabenstein | Jürgen Säckl          | BMW 2002 Ti                    |                                       |
| 1970 | Wilfried Gass          | Gert Frey             | Porsche 911 S                  |                                       |
| 1971 | Sandro Munari          | Mario Mannucci        | Lancia Fulvia 1.6 Coupé HF     | Lancia HF Squadra Corse               |
| 1972 | Raffaele Pinto         | Gino Macaluso         | Fiat 124 Spider                |                                       |
| 1973 | Klaus Russling         | Wolfgang Weiss        | Porsche Carrera                | RAR Team LERU                         |
| 1974 |                        |                       |                                |                                       |
| 1981 | Georg Fischer          | Michael Weinzierl     | Talbot Sunbeam Lotus           |                                       |
| 1982 | Franz Wittmann         | Kurt Nestinger        | Audi Quattro                   | MIG Linz                              |
| 1983 | Franz Wittmann         | Kurt Nestinger        | Audi Quattro A1                | Funkberaterring Rally Team            |
| 1984 | Georg Fischer          | Michael Weinzierl     | Mitsubishi Lancer 2000 Turbo   | Jim Beam Racing Team                  |
| 1985 | Walter Röhrl           | Christian Geistdörfer | Audi Quattro Sport E2          | Audi Sport                            |
| 1986 | Wilfried Wiedner       | Franz Zehetner        | Audi Quattro A2                |                                       |
| 1987 | Jorge Recalde          | Jorge Del Buono       | Audi Coupé Quattro             | MSRR Neulengbach                      |
| 1988 | Franz Wittmann         | Jörg Pattermann       | Lancia Delta Integrale         | Lancia Rally Team Austria             |
| 1989 | Franz Wittmann         | Jörg Pattermann       | Lancia Delta Integrale         | Lancia Rally Team Austria             |
| 1990 | Sepp Haider            | Christian Geistdörfer | Opel Kadett GSI                | Deutsches Opel Team                   |
| 1991 | Raimund Baumschlager   | Ruben Zeltner         | Volkswagen Golf G60 Rallye     | Volkswagen Motorsport Austria         |
| 1992 | Franz Wittmann         | Jörg Pattermann       | Toyota Celica GT-Four          | Toyota Team Austria                   |
| 1993 | Franz Wittmann         | Jörg Pattermann       | Toyota Celica GT-Four          | Toyota Team Austria                   |
| 1994 | Dieter Depping         | Peter Thul            | Ford Escort RS Cosworth        | Van der Marel Autosport               |
| 1995 | Sepp Haider            | Stefan Eichhorner     | Toyota Celica Turbo 4WD        | Henkell Sporting Team                 |
| 1996 | Armin Schwarz          | Denis Giraudet        | Toyota Celica GT-Four          | Toyota Castrol Deutschland            |
| 1997 | Markus Mitterbauer     | Detlef Ruf            | Toyota Celica Turbo 4WD        | Team Castrol Austria                  |
| 1998 | János Tóth             | Ferenc Gergely        | Toyota Corolla WRC             | Toyota Rally Team                     |
| 1999 | Markus Mitterbauer     | Ilka Minor            | Toyota Corolla WRC             | Toyota Castrol Team Austria           |
| 2000 | Armin Schwarz          | Manfred Hiemer        | Škoda Octavia WRC              | Škoda Motorsport                      |
| 2001 | Manfred Stohl          | Peter Müller          | Toyota Corolla WRC             | Top Run                               |
| 2002 | Manfred Stohl          | Ilka Minor            | Ford Focus RS WRC '01          | Stohl Racing                          |
| 2003 | Raimund Baumschlager   | Stefan Eichhorner     | Mitsubishi Carisma GT Evo V    | Remus Racing                          |
| 2004 | Balázs Benik           | Bence Rácz            | Ford Focus RS WRC '02          | Benik Motorsport                      |
| 2005 | Raimund Baumschlager   | Thomas Zeltner        | Mitsubishi Carisma GT Evo VIII | Remus Racing                          |
| 2006 | Balázs Benik           | László Bunkoczi       | Ford Focus RS WRC '02          | OMV Benik Motorsport                  |
| 2007 | Štěpán Vojtěch         | Michal Ernst          | Mitsubishi Lancer Evo IX       | OMV Bixxol Rally Team                 |
| 2008 | Manfred Stohl          | Ilka Minor            | Mitsubishi Lancer Evo IX CNG   | OMV CNG Rallye Team                   |
| 2009 | Raimund Baumschlager   | Thomas Zeltner        | Škoda Fabia S2000              | Remus Racing                          |
| 2010 | Raimund Baumschlager   | Thomas Zeltner        | Škoda Fabia S2000              | Remus Racing                          |
| 2011 | Beppo Harrach          | Andreas Schindlbacher | Mitsubishi Lancer Evo IX R4    | DiTech Racing Team                    |
| 2012 | Raimund Baumschlager   | Thomas Zeltner        | Škoda Fabia S2000              | BRR Baumschlager Rallye & Racing Team |
| 2013 | Kajetan Kajetanowicz   | Jarosław Baran        | Subaru Impreza STi R4          | Lotos Rally Team                      |
| 2014 | Christian Mrlik        | Julia Baier           | Subaru Impreza STi N16         | Bezirksblätter Racing Team            |
| 2015 | Raimund Baumschlager   | Thomas Zeltner        | Škoda Fabia R5                 | BRR Baumschlager Rallye & Racing Team |
| 2016 | Raimund Baumschlager   | Thomas Zeltner        | Škoda Fabia R5                 | BRR Baumschlager Rallye & Racing Team |
| 2017 | Raimund Baumschlager   | Pirmin Winklhofer     | Volkswagen Polo R WRC          | BRR Baumschlager Rallye & Racing Team |